# Andrea Nuti
Andrea Nuti (* 8. April 1967 in Mailand) ist ein ehemaliger italienischer Leichtathlet, der sich auf den 400-Meter-Lauf spezialisiert hat. Mit der italienischen 4-mal-400-Meter-Staffel gewann er 1991 die Bronzemedaille bei den Hallenweltmeisterschaften in Sevilla sowie 1995 die Silbermedaille bei den Hallenweltmeisterschaften in Barcelona.

## Sportliche Laufbahn
Erste internationale Erfahrungen sammelte Andrea Nuti vermutlich im Jahr 1990, als er bei den Halleneuropameisterschaften in Glasgow mit 48,54 s im Vorlauf über 400 Meter ausschied. Im August schied er bei den Freilufteuropameisterschaften in Split mit 46,11 s im Halbfinale aus und belegte mit der italienischen 4-mal-400-Meter-Staffel in 3:01,78 min den vierten Platz. Im Jahr darauf gewann er mit der Staffel in 3:05,51 min gemeinsam mit Marco Vaccari, Vito Petrella und Alessandro Aimar die Bronzemedaille bei den Hallenweltmeisterschaften in Sevilla hinter den Teams aus Deutschland und den Vereinigten Staaten. Bei den Mittelmeerspielen in Athen belegte er in 46,02 s den fünften Platz über 400 Meter und siegte mit der Staffel in 3:03,20 min. Anschließend wurde er bei den Weltmeisterschaften in Tokio im Viertelfinale über 400 Meter disqualifiziert und verpasste mit der Staffel mit 3:02,72 min den Finaleinzug. 1992 gewann er bei den Halleneuropameisterschaften in Genua in 46,37 s die Silbermedaille über 400 Meter hinter dem Jugoslawen Slobodan Branković. Im August schied er bei den Olympischen Sommerspielen in Barcelona mit 45,96 s im Viertelfinale über 400 Meter aus und belegte mit der Staffel in 3:02,18 min im Finale den sechsten Platz. Anschließend wurde er mit der Staffel beim IAAF World Cup in Havanna in 3:04,53 min Fünfter.
1993 schied er bei den Weltmeisterschaften in Stuttgart mit 46,77 s im Semifinale über 400 Meter aus und verpasste mit der Staffel mit 3:01,85 min den Finaleinzug. Im Jahr darauf belegte er bei den Halleneuropameisterschaften in Paris in 50,05 s den fünften Platz im Einzelbewerb und im August kam er bei den Freilufteuropameisterschaften in Helsinki mit 46,87 s nicht über den Vorlauf hinaus. 1995 wurde er bei den Hallenweltmeisterschaften in Barcelona in der Vorrunde über 400 Meter disqualifiziert und gewann mit der Staffel in 3:09,12 min gemeinsam mit Fabio Grossi, Roberto Mazzoleni und Ashraf Saber die Silbermedaille hinter dem US-amerikanischen Team. Im August schied er bei den Weltmeisterschaften in Göteborg mit 45,89 s im Viertelfinale über 400 Meter aus und schied mit der Staffel mit 3:02,01 min im Halbfinale aus. Im Jahr darauf nahm er mit der Staffel erneut an den Olympischen Sommerspielen in Atlanta teil und schied dort mit 3:02,56 min im Semifinale aus. 1997 schied er bei den Hallenweltmeisterschaften in Paris mit der Staffel mit 3:09,98 min im Vorlauf aus und im August gelangte er bei den Weltmeisterschaften in Athen mit 3:01,75 min im Finale auf Rang sieben. Im Jahr darauf wurde er bei den Europameisterschaften in Budapest in 3:02,48 min Vierter und 2000 beendete er seine aktive sportliche Karriere im Alter von 33 Jahren.
In den Jahren 1990 und 1991 sowie 1993, 1995 und 1996 wurde Nuti italienischer Meister im 400-Meter-Lauf im Freien sowie von 1990 bis 1992 und 1994 auch in der Halle.

## Persönliche Bestleistungen
- 400 Meter: 45,35 s, 28. Juli 1993 in Sestriere
  - 400 Meter (Halle): 46,37 s, 1. März 1992 in Genua